# Gorillas on the Mast
"Gorillas on the Mast", titulado Gorilas en Libertad en Hispanoamérica y Gorilas a toda máquina en España, es el quinto episodio de la trigesimoprimera temporada de la comedia animada estadounidense Los Simpson, y el episodio 667 en general. Se estrenó el 3 de noviembre de 2019 en Estados Unidos, el 13 de septiembre de 2020 en Hispanoamérica y el 11 de junio de 2021 en abierto en España. El escritor fue Max Cohn.

## Trama
La familia Simpson visita el parque acuático Aquatraz, donde Lisa se da cuenta de lo infelices que están los animales detrás de un vidrio, incluido un funeral de pingüinos, mientras que Homer se da cuenta de lo divertido que se divierten los propietarios de botes, recordando lo mucho que quería uno cuando era niño mientras pescaba con su padre. 
Un vendedor de botes se da cuenta de que Homer está mirando los botes y lo convence de comprar uno. Bart, Lisa y el jardinero Willie regresan al parque acuático para liberar a la ballena atrapada en él, y Bart finalmente comprende el altruismo y le gusta. Homer lleva a la familia a dar un paseo en su barco llamado "Algo que huele a pescado" e incluso Marge está de acuerdo en que fue una buena idea comprarlo. 
El siguiente jinete del barco es el abuelo . Pero cuando regresan al muelle, el barco comienza a hundirse y Raphael ofrece su ayuda como mecánico mientras Bart comparte un plan con Milhouse para liberar a otros animales en su recién descubierto espíritu de altruismo. 
Homer les ofrece a Lenny y Carl compartir el barco y los gastos para arreglarlo. Bart y Milhouse van al zoológico de Springfield y liberan a un gorila llamado Lolo, pero él se enfurece mientras Milhouse escapa por poco de ser devorado por dos tigres. 
Bart llama a Lisa en busca de ayuda, ya que la policía no sirve para capturar a Lolo. Homer comienza a ser copropietario del barco con aún más personas y el barco se hunde debido al peso. Lolo hace estragos en la escuela primaria de Springfield y Lisa lo detiene usando Seinfeld para calmarlo.
Lisa lleva a Lolo a casa para ayudarlo a regresar a una vida de libertad y lo lleva con la Dra. Jane Goodall en la Reserva de Simios de Pensilvania, donde será amado. En Moe's Tavern, todo termina bien cuando Homer convence a los copropietarios de ser tan buenos como alguien que posee un barco porque lo fueron durante cinco minutos. 

## Recepción
Dennis Perkins de The AV Club le dio al episodio una C que decía: “Lisa libera una orca. Bart libera a un gorila. Homer compra un bote. Huesos desnudos de la historia. Nada de malo con eso. El mundo de Los Simpson se compone de situaciones extravagantes que son posibles, a veces incluso plausibles, gracias a la animación y las reglas de la realidad que perdonan el programa. Algunos de los mejores episodios suenan igual de escasos. Homer va al espacio. Springfield obtiene un monorraíl. Lisa y Bart frustran el plan de un supervillano para ahogar a Springfield ".
Tony Sokol de Den of Geek le dio al episodio un 2.5 sobre 5, afirmando que el episodio "no brilla realmente. Hay muchas líneas y bromas muy divertidas, pero nada que realmente lo distinga como oro cómico. Esto no es culpa del belicismo de justicia social de Lisa. Kent Brockman ofrece comentarios cortantes después de que Lolo causara estragos en Springfield diciendo: "La policía, como siempre, es inútil". Lo que lleva a una escena en la que los más azules de Springfield matan a un globo perfectamente inofensivo. El agua está tibia y, aunque hay buenos chistes en el grifo, no son una mezcla premium ".